# Octinodes maclayi
Octinodes maclayi là một loài bọ cánh cứng trong họ Cebrionidae. Loài này được Sloop miêu tả khoa học năm 1935.